# Le Journal du cinéma
Le Journal du cinéma est une émission de télévision française consacrée au cinéma diffusée sur Canal+ depuis 1991.
À partir de septembre 2001, elle a repris la case de Nulle part ailleurs. L'émission est devenue pour l'occasion + de cinéma et était diffusée vers 19h30. Cependant, l'émission reprend son titre initial à la rentrée 2002 et est programmée à un horaire plus confidentiel.
Longtemps animé par Isabelle Giordano et pendant un an par Vérane Frédiani, ce magazine est désormais sans présentateur depuis 2003. Diffusé en crypté depuis 2002, il revient à nouveau « en clair » à partir du 20 mars 2017, à la suite de l'arrêt du Grand Journal.